# Albrecht Braniborsko-Ansbašský
Albrecht Braniborsko-Ansbašský (16. května 1490 – 20. března 1568) byl posledním velmistrem řádu německých rytířů v Prusku a prvním světským pruským knížetem. Pocházel z braniborsko-ansbašské větve rodu Hohenzollernů.

## Původ
Albrecht pocházel z franské větve německé knížecí rodiny Hohenzollernů. Jeho otcem byl braniborsko-ansbašský markrabí Fridrich IV., matka Žofie Jagellonská byla dcerou polského krále a litevského velkoknížete Kazimíra IV. Jagellonského.

## Velmistr řádu německých rytířů

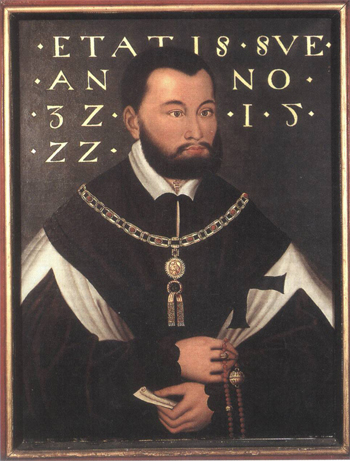
Albrecht jako velmistr na obraze z roku 1522

Koncem roku 1510 byl mladý Albrecht zvolen velmistrem řádu německých rytířů v Prusku. O dva roky později byl slavnostně uveden do Královce. Důvodem jeho volby byly příbuzenské vazby na polského krále Zikmunda I. Starého, který byl jeho strýcem. Mezi křižáky a krakovským dvorem tehdy panovaly od uzavření druhého toruňského míru v roce 1466 velmi napjaté vztahy a představitelé řádu se domnívali, že by tak mohli přispět k jejich vylepšení. To se však ukázalo být velkým omylem, neboť ani vztahy mezi Hohenzollerny a jejich polskými příbuznými nebyly dobré.
Albrecht se jako velmistr bezúspěšně snažil o mírové narovnání mezi řádem a polským králem. Ani válka, které probíhala v letech 1519–1521, nedopadla pro řád dobře. Albrecht za účelem vyhledání spojenců navštívil roku 1522 norimberský sněm, tam se mimo jiné setkal s reformátorem Osiandrem a poprvé se doslechl o myšlenkách reformace. Nakonec kritickou situaci vyřešil svérázným způsobem. Vyslyšel rad Martina Luthera, které mu osobně předal ve Wittenbergu, a roku 1525 přijal luteránskou reformaci, sekularizoval majetek řádu a stal se pruským vévodou. V této funkci složil lenní hold polskému králi. Napřed musel ještě obelstít papeže Hadriána VI., kterému namluvil, že hodlá provést pouze nutné reformy řádu a stíhat ty řádové rytíře, kteří již přijali luteránství. Tím se vyhnul podezření ze strany nejvyšších církevních kruhů a řádový stát změnil na dědičné světské vévodství a ryze protestantský stát, který se stal lénem Polského království. Také se roku 1526 oženil s dánskou princeznou, což předtím nebylo ve funkci představitele řádu možné.
Mimo jiné založil známou Královeckou univerzitu, druhou protestantskou univerzitu světa.

## Manželství a potomci
Albrecht Hohenzollernský byl dvakrát ženat.
Poprvé se oženil roku 1526 s dánskou princeznou Dorotheou (1504–1547), dcerou krále Frederika I. Z manželství vzešlo šest potomků – čtyři dcery a dva synové; vyjma první dcery však všechny děti zemřely v útlém věku, některé již hned po narození.
- Anna Žofie (11. června 1527 – 6. února 1591)

⚭ 1555 vévoda Jan Albrecht I. Meklenburský (1525–1576)
- Kateřina (*/† 24. února 1528)
- Friedrich Albrecht (5. prosince 1529 – 1. ledna 1530)
- Lucie Dorotea (8. dubna 1531 – 1. února 1532)
- Lucie (únor 1537 – květen 1539)
- Albrecht (*/† březen 1539)

Po Doroteině smrti v roce 1547 si vzal Annu Marii Brunšvickou (1532–1568), dceru brunšvicko-lüneburského vévody Erika I. Ve druhém manželství se roku 1553 narodil jeho syn a nástupce Albrecht Fridrich.
- Alžběta (20. května 1551 – 19. února 1596)
- Albrecht Fridrich (29. dubna 1553 – 28. srpna 1618), pruský vévoda

⚭ 1573 princezna Marie Eleonora Klevská (1550–1608)

## Vývod z předků
|                                |                                   |  |          |                                |  |  |  |  |  |  |  | Fridrich V. Norimberský |
|                                |                                   |  |          |                                |  |  |  |  |  |  |  |                         |
|                                | Fridrich I. Braniborský           |  |          |                                |  |  |  |  |  |  |  |                         |
|                                |                                   |  |          |                                |  |  |  |  |  |  |  |                         |
|                                |                                   |  |          | Alžběta Míšeňská               |  |  |  |  |  |  |  |                         |
|                                |                                   |  |          |                                |  |  |  |  |  |  |  |                         |
|                                | Albrecht III. Achilles            |  |          |                                |  |  |  |  |  |  |  |                         |
|                                |                                   |  |          |                                |  |  |  |  |  |  |  |                         |
|                                |                                   |  |          | Fridrich Bavorský              |  |  |  |  |  |  |  |                         |
|                                |                                   |  |          |                                |  |  |  |  |  |  |  |                         |
|                                | Alžběta Bavorská                  |  |          |                                |  |  |  |  |  |  |  |                         |
|                                |                                   |  |          |                                |  |  |  |  |  |  |  |                         |
|                                |                                   |  |          | Maddalena Visconti             |  |  |  |  |  |  |  |                         |
|                                |                                   |  |          |                                |  |  |  |  |  |  |  |                         |
|                                | Fridrich I. Braniborsko-Ansbašský |  |          |                                |  |  |  |  |  |  |  |                         |
|                                |                                   |  |          |                                |  |  |  |  |  |  |  |                         |
|                                |                                   |  |          | Fridrich I. Saský              |  |  |  |  |  |  |  |                         |
|                                |                                   |  |          |                                |  |  |  |  |  |  |  |                         |
|                                | Fridrich II. Saský                |  |          |                                |  |  |  |  |  |  |  |                         |
|                                |                                   |  |          |                                |  |  |  |  |  |  |  |                         |
|                                |                                   |  |          | Kateřina Brunšvicko-Lüneburská |  |  |  |  |  |  |  |                         |
|                                |                                   |  |          |                                |  |  |  |  |  |  |  |                         |
|                                | Anna Saská                        |  |          |                                |  |  |  |  |  |  |  |                         |
|                                |                                   |  |          |                                |  |  |  |  |  |  |  |                         |
|                                |                                   |  |          | Arnošt Železný                 |  |  |  |  |  |  |  |                         |
|                                |                                   |  |          |                                |  |  |  |  |  |  |  |                         |
|                                | Markéta Habsburská                |  |          |                                |  |  |  |  |  |  |  |                         |
|                                |                                   |  |          |                                |  |  |  |  |  |  |  |                         |
|                                |                                   |  |          | Cimburgis Mazovská             |  |  |  |  |  |  |  |                         |
|                                |                                   |  |          |                                |  |  |  |  |  |  |  |                         |
| Albrecht Braniborsko-Ansbašský |                                   |  |          |                                |  |  |  |  |  |  |  |                         |
|                                |                                   |  |          |                                |  |  |  |  |  |  |  |                         |
|                                |                                   |  | Algirdas |                                |  |  |  |  |  |  |  |                         |
|                                |                                   |  |          |                                |  |  |  |  |  |  |  |                         |
|                                | Vladislav II. Jagello             |  |          |                                |  |  |  |  |  |  |  |                         |
|                                |                                   |  |          |                                |  |  |  |  |  |  |  |                         |
|                                |                                   |  |          | Juliana Tverská                |  |  |  |  |  |  |  |                         |
|                                |                                   |  |          |                                |  |  |  |  |  |  |  |                         |
|                                | Kazimír IV. Jagellonský           |  |          |                                |  |  |  |  |  |  |  |                         |
|                                |                                   |  |          |                                |  |  |  |  |  |  |  |                         |
|                                |                                   |  |          | Ondřej Holszanský              |  |  |  |  |  |  |  |                         |
|                                |                                   |  |          |                                |  |  |  |  |  |  |  |                         |
|                                | Sofie Litevská                    |  |          |                                |  |  |  |  |  |  |  |                         |
|                                |                                   |  |          |                                |  |  |  |  |  |  |  |                         |
|                                |                                   |  |          | Alexandra Drucká               |  |  |  |  |  |  |  |                         |
|                                |                                   |  |          |                                |  |  |  |  |  |  |  |                         |
|                                | Žofie Jagellonská                 |  |          |                                |  |  |  |  |  |  |  |                         |
|                                |                                   |  |          |                                |  |  |  |  |  |  |  |                         |
|                                |                                   |  |          | Albrecht IV. Habsburský        |  |  |  |  |  |  |  |                         |
|                                |                                   |  |          |                                |  |  |  |  |  |  |  |                         |
|                                | Albrecht II. Habsburský           |  |          |                                |  |  |  |  |  |  |  |                         |
|                                |                                   |  |          |                                |  |  |  |  |  |  |  |                         |
|                                |                                   |  |          | Johana Žofie Bavorská          |  |  |  |  |  |  |  |                         |
|                                |                                   |  |          |                                |  |  |  |  |  |  |  |                         |
|                                | Alžběta Habsburská                |  |          |                                |  |  |  |  |  |  |  |                         |
|                                |                                   |  |          |                                |  |  |  |  |  |  |  |                         |
|                                |                                   |  |          | Zikmund Lucemburský            |  |  |  |  |  |  |  |                         |
|                                |                                   |  |          |                                |  |  |  |  |  |  |  |                         |
|                                | Alžběta Lucemburská               |  |          |                                |  |  |  |  |  |  |  |                         |
|                                |                                   |  |          |                                |  |  |  |  |  |  |  |                         |
|                                |                                   |  |          | Barbora Celjská                |  |  |  |  |  |  |  |                         |
|                                |                                   |  |          |                                |  |  |  |  |  |  |  |                         |